# 1. asociační liga 1933-1934
La 1. asociační liga 1933-1934 vide la vittoria finale dello Slavia Praga.
Capocannonieri del torneo furono Jiří Sobotka dello Slavia Praga e Raymond Braine dello Sparta Praga con 18 reti.

## Classifica finale
|    | Classifica      | G  | V  | N | P  | GF | GS | Pti |
| -- | --------------- | -- | -- | - | -- | -- | -- | --- |
| 1  | Slavia Praga    | 18 | 14 | 2 | 2  | 73 | 26 | 30  |
| 2  | Sparta          | 18 | 10 | 5 | 3  | 59 | 32 | 25  |
| 3  | Kladno          | 18 | 9  | 3 | 6  | 41 | 35 | 21  |
| 4  | Teplitzer       | 18 | 6  | 6 | 6  | 33 | 27 | 18  |
| 5  | Bohemians       | 18 | 5  | 7 | 6  | 40 | 48 | 17  |
| 6  | Viktoria Plzeň  | 18 | 8  | 0 | 10 | 38 | 40 | 16  |
| 7  | Čechie Karlín   | 18 | 6  | 4 | 8  | 33 | 57 | 16  |
| 8  | Židenice        | 18 | 5  | 4 | 9  | 36 | 45 | 14  |
| 9  | Viktoria Žižkov | 18 | 4  | 4 | 10 | 34 | 46 | 12  |
| 10 | Náchod-Deštné   | 18 | 4  | 3 | 11 | 23 | 50 | 11  |

## Verdetti
- Slavia Praga Campione di Cecoslovacchia 1933-1934.
- Slavia Praga, Sparta, Kladno e Teplitzer ammesse alla Coppa dell'Europa Centrale 1934.
- Viktoria Žižkov e Náchod-Deštné Retrocessi.